# Saint-Aubin-des-Châteaux
Saint-Aubin-des-Châteaux is een gemeente in het Franse departement Loire-Atlantique (regio Pays de la Loire). De plaats maakt deel uit van het arrondissement Châteaubriant-Ancenis. Saint-Aubin-des-Châteaux telde op 1 januari 2022 1.749 inwoners.

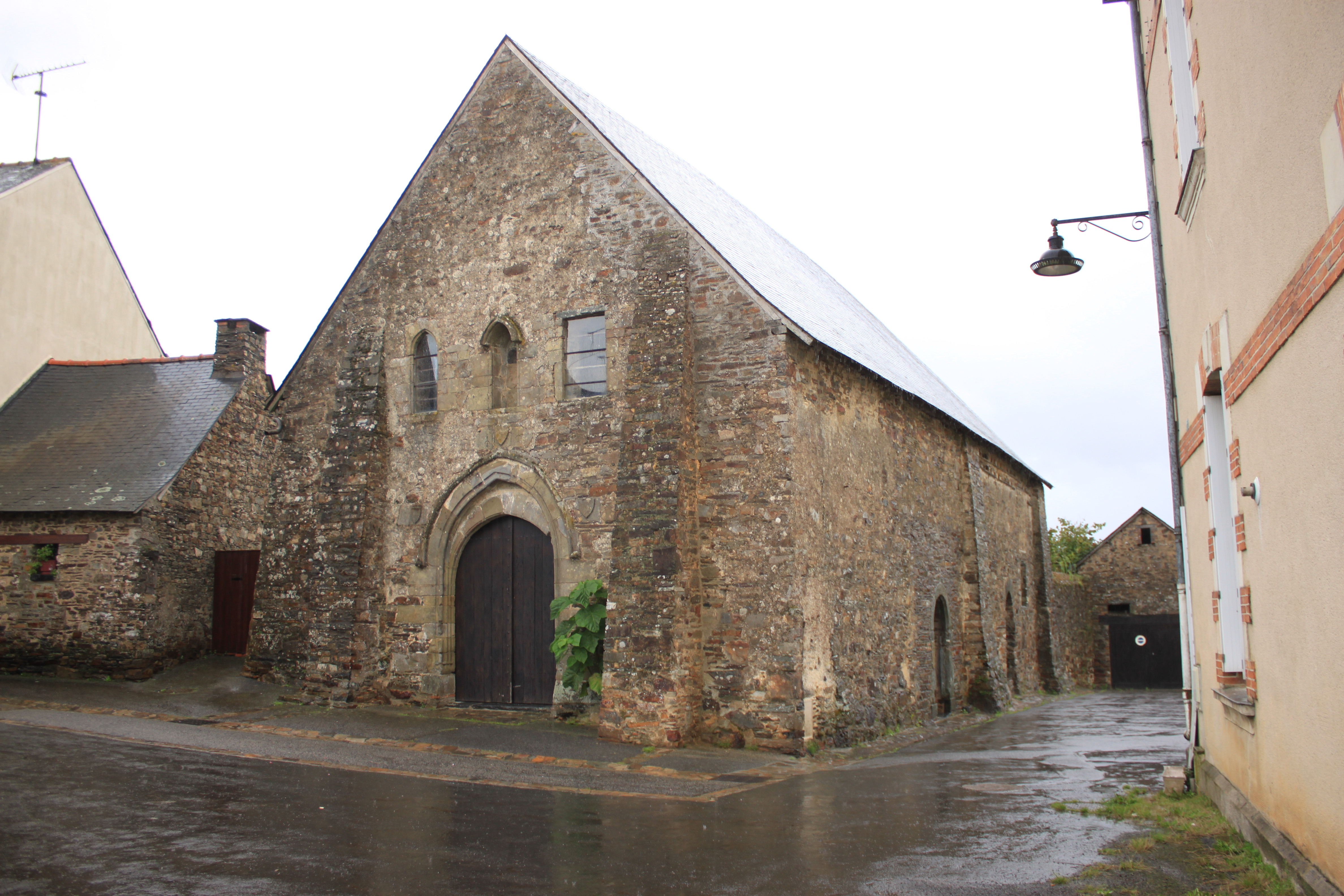
Chapelle des Templiers, 12e eeuw
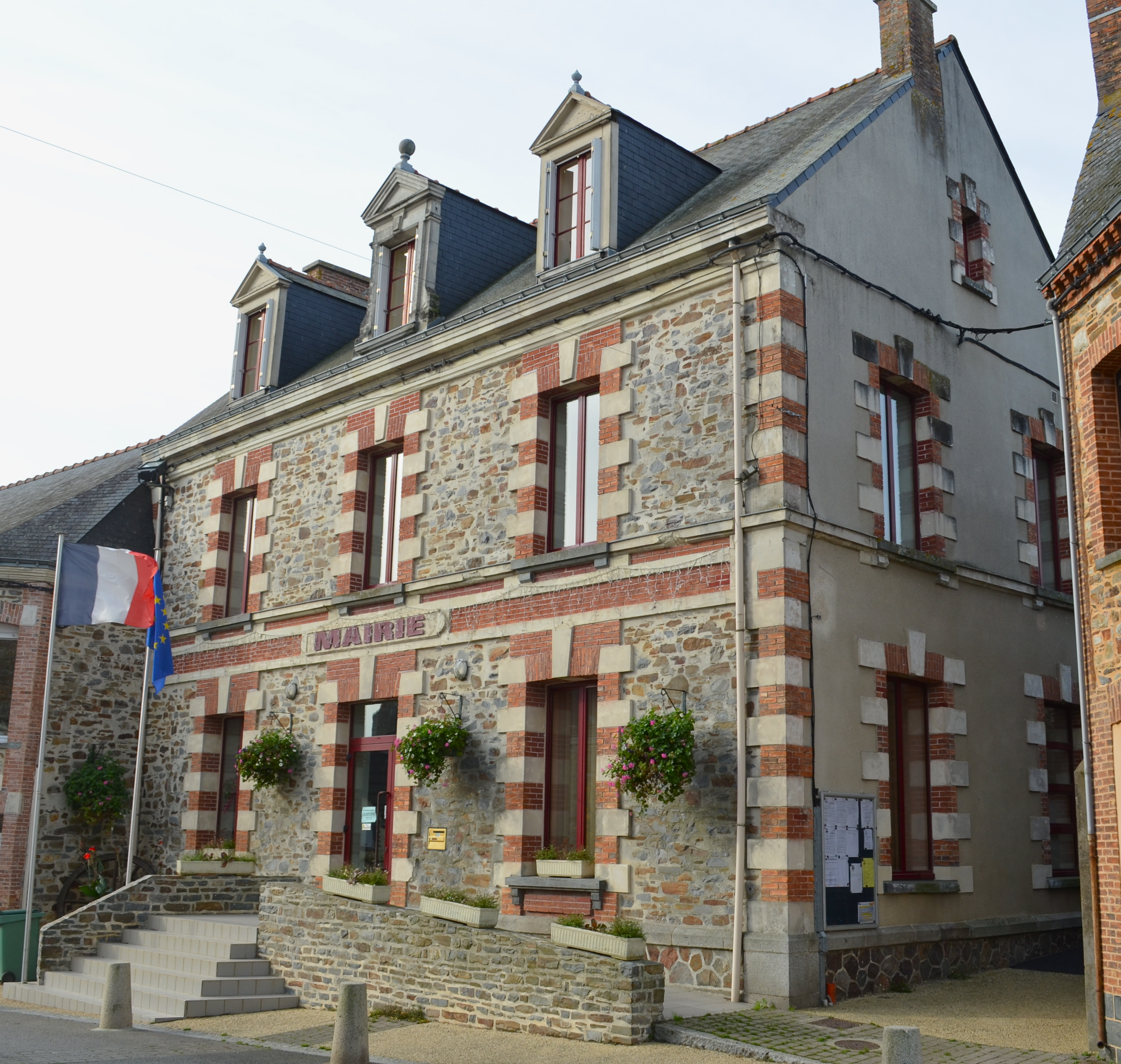
Gemeentehuis

## Geografie
De oppervlakte van Saint-Aubin-des-Châteaux bedroeg op 1 januari 2022 47,56 vierkante kilometer; de bevolkingsdichtheid was toen 36,8 inwoners per km².

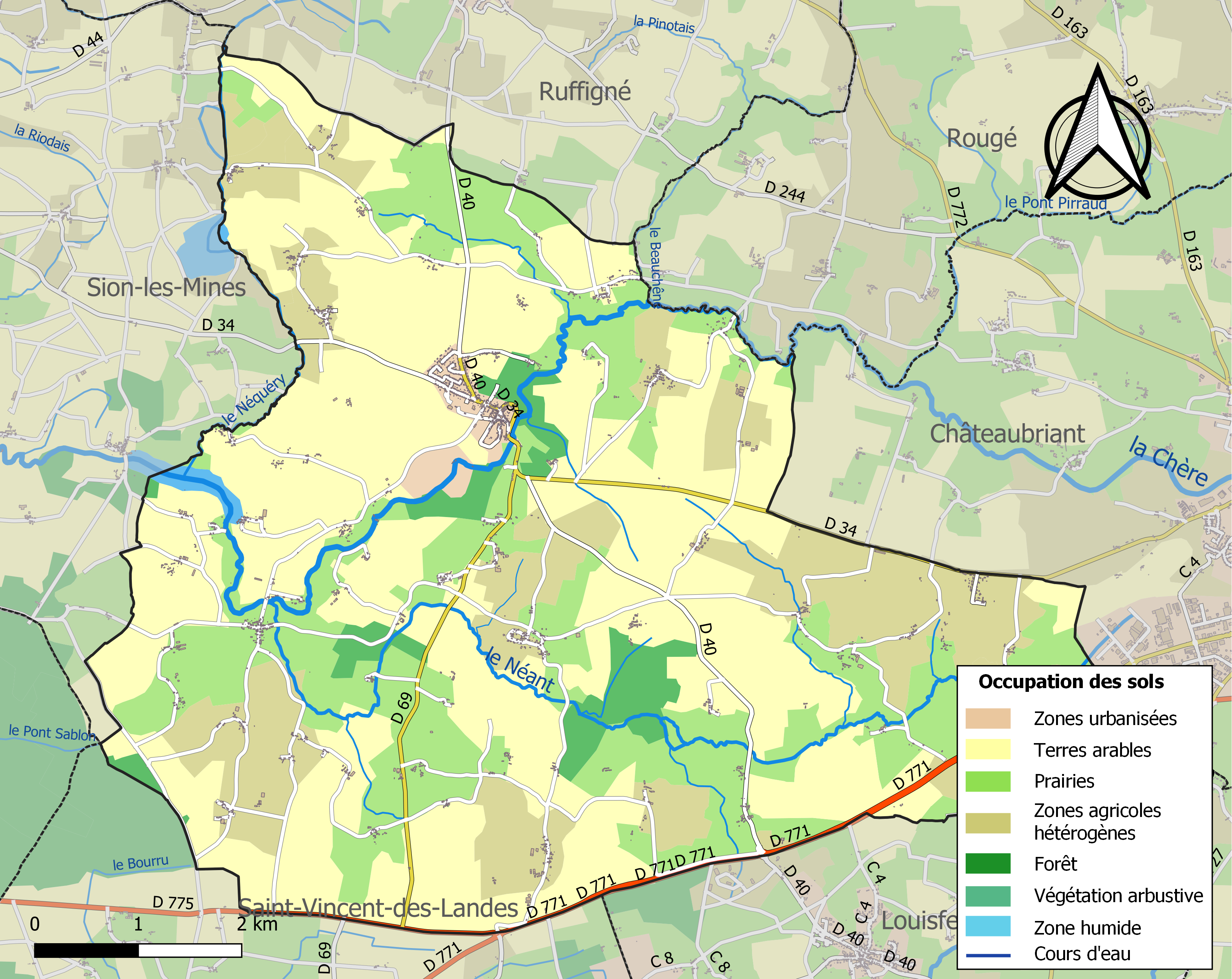
Kaart van de gemeente met de belangrijkste infrastructuur, bodemgebruik en omliggende gemeenten

## Demografie
Onderstaande figuur toont het verloop van het inwonertal (bron: INSEE-tellingen).